# Nordhofen (Deisenhausen)
Nordhofen ist ein Gemeindeteil der Gemeinde Deisenhausen im schwäbischen Landkreis Günzburg in Bayern. 
Das Dorf liegt circa einen Kilometer nördlich von Deisenhausen.

## Baudenkmäler

Kapelle St. Leonhard

- Kapelle St. Leonhard